# B Engineering Edonis
Der B Engineering Edonis ist ein italienischer Supersportwagen, der seit 2001 von B. Engineering hergestellt wird. Für die technische Entwicklung des Edonis war das Karosseriebauunternehmen Vercarmodel Saro beauftragt worden.
Er basiert auf dem Bugatti EB110, von dem das Carbonfasergehäuse übernommen wurde. Alles andere wurde erheblich überarbeitet: Das Äußere und der Innenraum wurden neu gestaltet, der 3,5-Liter-Bugatti-Motor wurde von 3500 cm³ auf 3760 cm³ vergrößert, und die originalen vier kleinen IHI Turbolader wurden durch zwei größere vom selben Hersteller ersetzt. 
Die Leistung des Motors stieg dadurch von 610 PS (448 kW) auf 680 PS (500 kW) und das maximale Drehmoment von 650 Nm auf 735 Nm bei 8000 Umdrehungen pro Minute. Seine spezifische Leistung liegt nun bei 181 PS/Liter.
Der Allradantrieb, das Dreifach-Differential und der Antriebsstrang aus dem Bugatti wurden durch einen einfacheren und daher leichteren Hinterachsenantrieb ersetzt, was eine Gewichtseinsparung von 70 kg zur Folge hatte. Der 1500 kg schweren Edonis erzielt dadurch ein niedrigeres Gewicht/Leistung-Verhältnis von 2,2 kg/PS. 
Nach Angaben des Herstellers erreicht der Wagen eine maximale Geschwindigkeit von 365 km/h und beschleunigt in 3,9 Sekunden von 0 auf 100 km/h.   
B Engineering plant, nur 21 dieser Fahrzeugkarosserien zu bauen, die original für den Bugatti von Aérospatiale gedacht waren. Der Supersportwagen wird ungefähr 760,000 € kosten, die Fertigung erfolgt auf Bestellung.